# Lucio V. Mansilla (Córdova)
Lucio V. Mansilla é um município da província de Córdoba, na Argentina.